# Humberto Sori Marin
Humberto Sorí Marin, né en 1915 à Cuba et mort en 1961 à La Havane, est un révolutionnaire cubain proche de Fidel Castro. 

## Biographie
Humberto Sori Marin rédige, avec Fidel Castro, le projet de règlement agraire. 
Après la victoire de la révolution en janvier 1959, il est ministre de l'agriculture, mais démissionne en mai 1959. Peu de temps avant l'invasion de la Baie des cochons, il est arrêté puis exécuté le 20 avril 1961.